# 长凸连蕊茶
长凸连蕊茶（学名：Camellia longicuspis）是山茶科山茶属的植物。分布在中国大陆的广西等地，生长于海拔1,000米的地区，一般生于山谷常绿林中，目前尚未由人工引种栽培。